# Eric Alfred Havelock
Eric Alfred Havelock   (Londres, 3 de juny de 1903 - Poughkeepsie, 4 d'abril de 1988) va ser un expert en literatura i filosofia clàssiques, d'origen britànic que va passar la major part de la seva vida al Canadà i els Estats Units. Va ser professor a la Universitat de Toronto i va ser molt actiu en el medi acadèmic del moviment socialista del Canadà durant la dècada de 1930. A la dècada dels 1960 i 1970, va ser el president dels estudis clàssics, tant a la Universitat Harvard com a la de Yale. Havelock va trencar radicalment amb els seus propis mestres i va proposar un model totalment nou per a la comprensió del món clàssic, basat en una marcada divisió entre la literatura dels segles VI i V abans de Crist, d'una banda, i la del segle IV per l'altra. La major part del treball de Havelock consisteix a desenvolupar una sola tesi: El pensament occidental neix gràcies a un profund canvi en la forma d'organitzar les idees per part de la ment humana al transformar-se la filosofia grega, des d'un punt inicial oral, a ser escrita i llegida.

## Obres
Entre les seves obres fonamentals destaquem Prefaci a Plató, de l'any 1963, així com La Musa aprèn a escriure, de l'any 1986.
- The Lyric Genius of Catullus. Oxford: Blackwell, 1939.
- The Crucifixion of Intellectual Man, Incorporating a Fresh Translation into English Verse of the Prometheus Bound of Aeschylus. Boston: Beacon Press, 1950. Reprinted as Prometheus. Seattle: University of Washington Press, 1968.
- The Liberal Temper in Greek Politics. New Haven: Yale University Press, 1957.
- Preface to Plato. Cambridge: Harvard University Press, 1963.
- Prologue to Greek Literacy. Cincinnati: University of Cincinnati Press, 1971.
- The Greek Concept of Justice: From its Shadow in Homer to its Substance in Plato. Cambridge: Harvard University Press, 1978.
- The Literate Revolution in Greece and its Cultural Consequences. Princeton, N.J.: Princeton University Press, 1981.
- The Muse Learns to Write: Reflections on Orality and Literacy from Antiquity to the Present. New Haven: Yale University Press, 1986.